# Źródło (film 1960)
Źródło (szw. Jungfrukällan) – szwedzki dramat filmowy z 1960 roku w reżyserii Ingmara Bergmana. Obraz zdobył Oscara i Złoty Glob za najlepszy film nieanglojęzyczny. Ponadto nominowano go do Oscara za najlepsze kostiumy.

## Fabuła
Karin, pogodna choć nieco rozpuszczona córka Törego, zamożnego właściciela ziemskiego we wczesnochrześcijańskiej Szwecji, wybiera się do kościoła niebezpieczną drogą prowadzącą przez las. Towarzyszy jej służka, prosta pogańska dziewczyna imieniem Ingeri. Tknięta obawami Ingeri odłącza się od Karin przy chacie tajemniczego pustelnika. Kontynuująca podróż córka Törego natyka się tymczasem na wędrownych pasterzy, którzy namawiają dziewczynę, by odpoczęła z nimi na polanie. Spotkanie z nieznajomymi zamienia się w koszmar – pasterze gwałcą i zabijają Karin. Następnie dochodzą do domu swojej ofiary, gdzie nieopatrznie usiłują sprzedać Töremu jej suknię. Rodzina odkrywa ich ogromną zbrodnię i postanawia pomścić córkę.
Mimo dokonania zemsty, w finałowej części dzieła Töre otrzymuje obietnicę Łaski Bożej, co jest efektem jego modlitwy o wybaczenie. Widomym znakiem tego jest źródło, które wytrysnęło spod głowy zabitej dziewczyny. Takie jednoznaczne przesłanie nie występuje już później w twórczości reżysera, który oceniał „Źródło” dość krytycznie.

## Obsada
- Max von Sydow – Töre
- Birgitta Valberg – Märeta
- Gunnel Lindblom – Ingeri
- Birgitta Pettersson – Karin